# Puffinus nestori
Puffinus nestori je prapovijesna vrsta morske ptice iz porodice zovoja. 
Živjela je na Ibizi. Živjela je u razdoblju kasnog pliocena i ranog pleistocena. Malo se zna o njoj, jer postoje samo fosilni ostaci nađeni na Ibizi. Moguće je da je bila predak gregule (Heidrich et al. 1998).